# Schweizer Wasserbirne

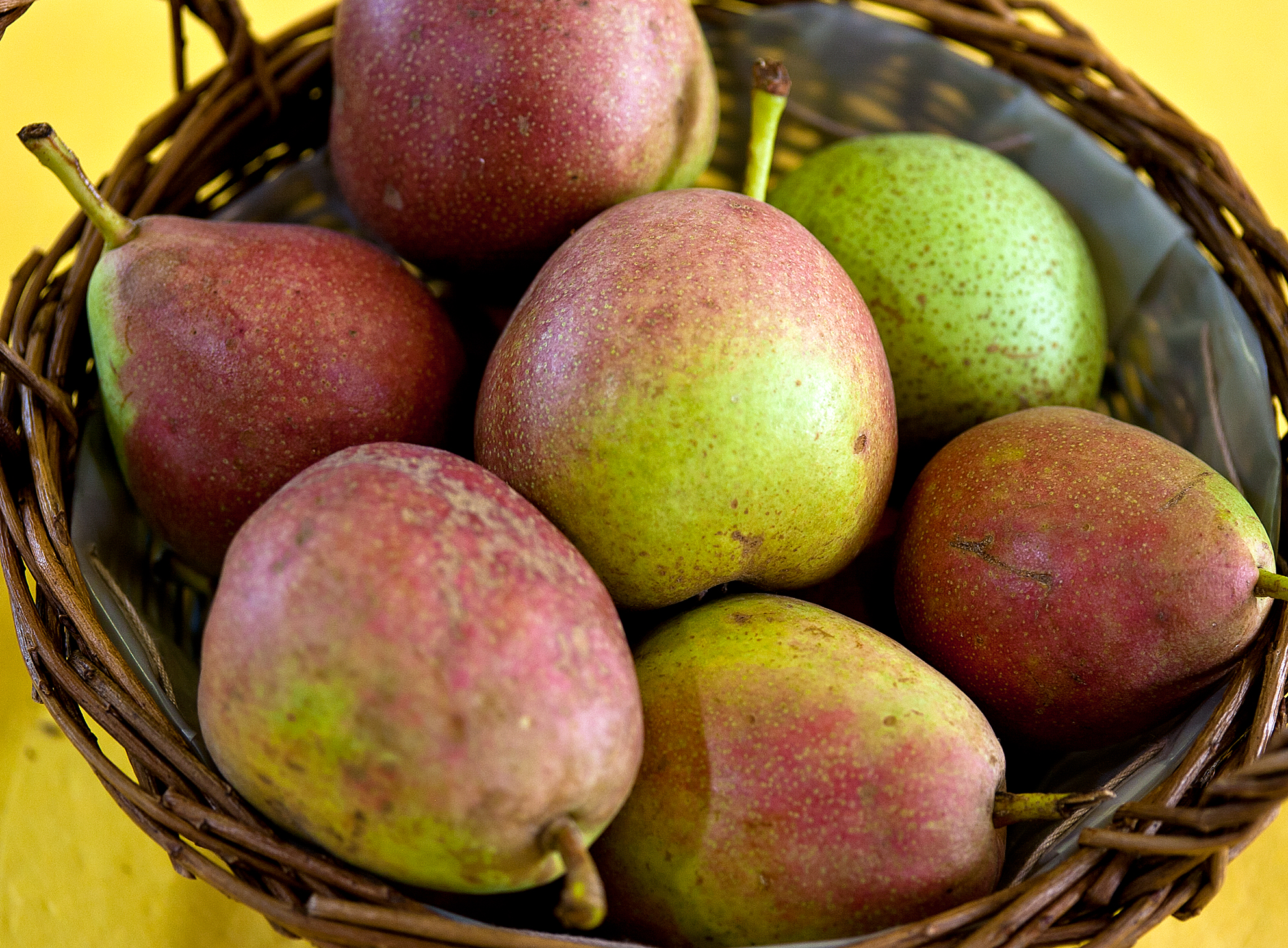
Frucht der Schweizer Wasserbirne

Die ‘Schweizer Wasserbirne’, auch ‘Kugelbirne’, ‘Glockenbirne’, ‘Thurgauerbirne’ oder ‘Späte Wasserbirne’ ist eine Sorte der Birne (Pyrus communis), genauer eine Mostbirne.

## Herkunft
Die Sorte ist ein Zufallssämling, der vermutlich in der Schweiz entstanden ist. Sie wird 1823 erstmals erwähnt und ist in der Schweiz und besonders in Württemberg verbreitet. In Niederösterreich kommt sie erst seit der Wende zum 20. Jahrhundert vor.

## Baum
Der Baum ist starkwüchsig, er bildet eine große Krone aus. In Größe und Form ist er einer Eiche ähnlich, hochkugelig und starkästig. Er kann ein Alter von 100 bis 150 Jahre erreichen. Vor allem im Streuobstbau prägt er die Landschaft. Die Hauptäste sind meist aufrecht, die Zweige braun, etwas silberhäutig, mit spitzen Augen. Die Blätter sind eirund mit auslaufender oder etwas vortretender Spitze, vorne stark und am Stiel nur stumpf gesägt.
Der Baum gedeiht in allen Lagen und Bodenarten, vor allem in höheren Lagen, wo die Früchte gehaltreicher werden. Als triploide Sorte ist sie ein schlechter Pollenspender. Die Sorte ist stark anfällig für Birnenverfall, dagegen nur schwach anfällig für Feuerbrand.

## Frucht
Die Schweizer Wasserbirne beginnt sehr spät zu tragen, ist dann aber ein regelmäßiger und reicher Träger. Sie gibt sehr viel Most, der klar und licht ist. Er ist leicht und wenig haltbar. Die Frucht kann auch gegessen, gedörrt und gekocht werden. Die Sorte wird Mitte Oktober reif und trägt große, fast kugelige Früchte. Deren glatte Schale ist grüngelb, auf der Sonnenseite trübrot verwaschen bis schwach gestreift. Rostpunkte und Flecken sind über die ganze Frucht verteilt. Der mittellange, starke Stiel ist braun. Der Kelch ist vollkommen ausgebildet und von brauner Farbe, die Spitzen sind zurückgebogen, die Blättchen grau und filzig behaart. Das gelblichweiße, grobkörnige Fruchtfleisch schmeckt süß und etwas herb. Der Zuckergehalt erreicht 60–70 °Oechsle.
Siehe auch: Liste der Birnensorten

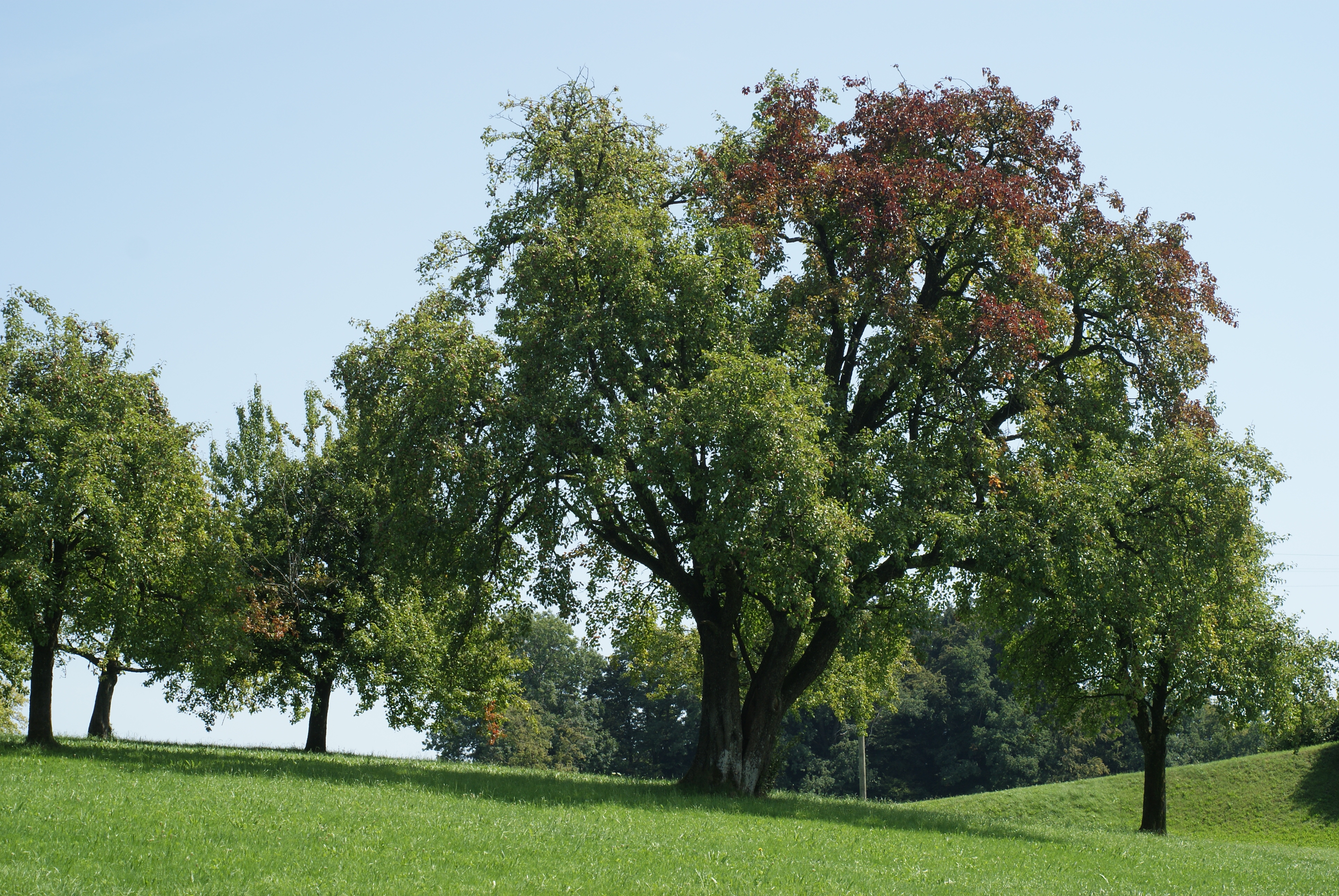
Hochstammbaum der Schweizer Wasserbirne
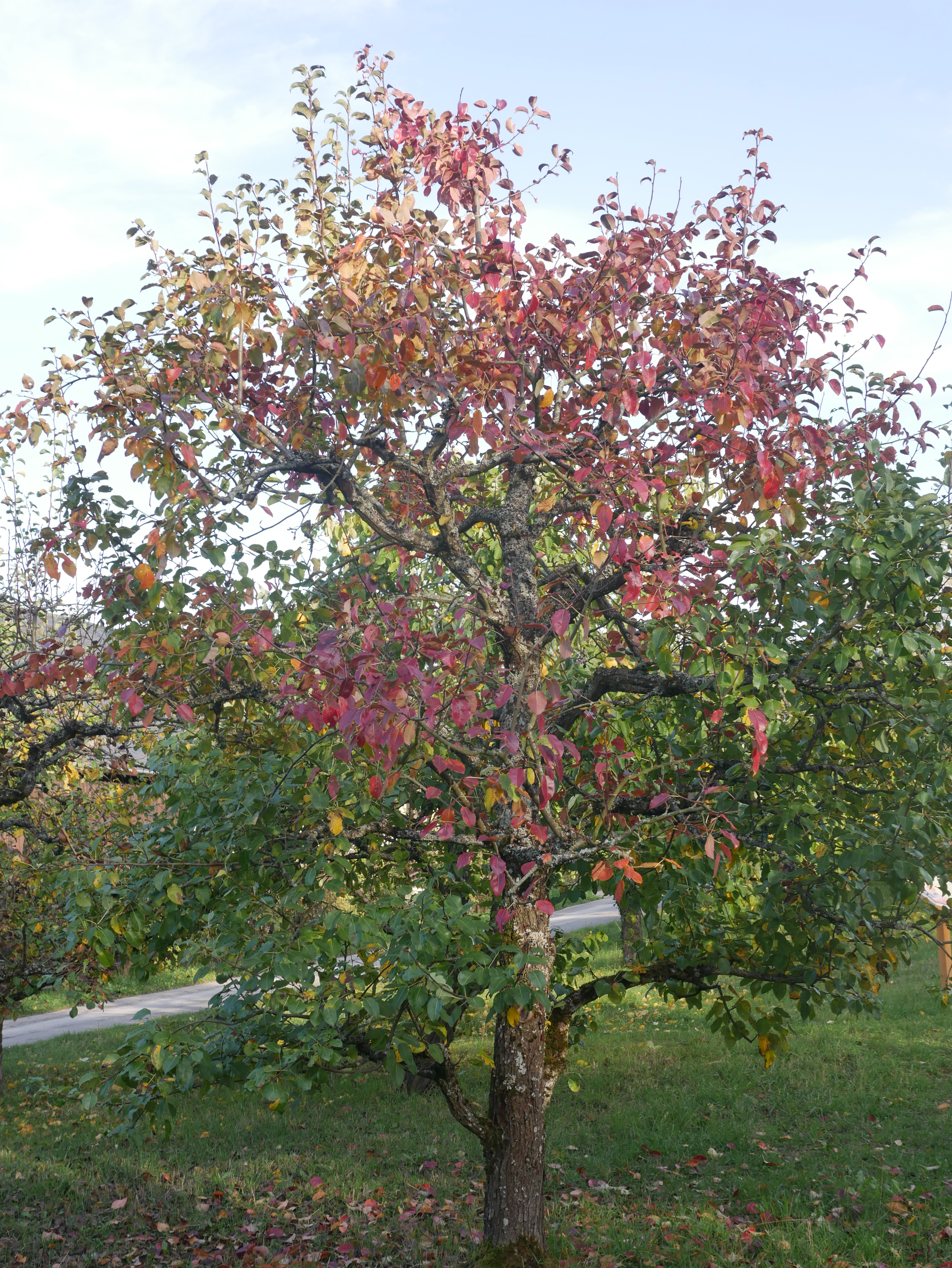
Ganzer Baum im Obstgarten
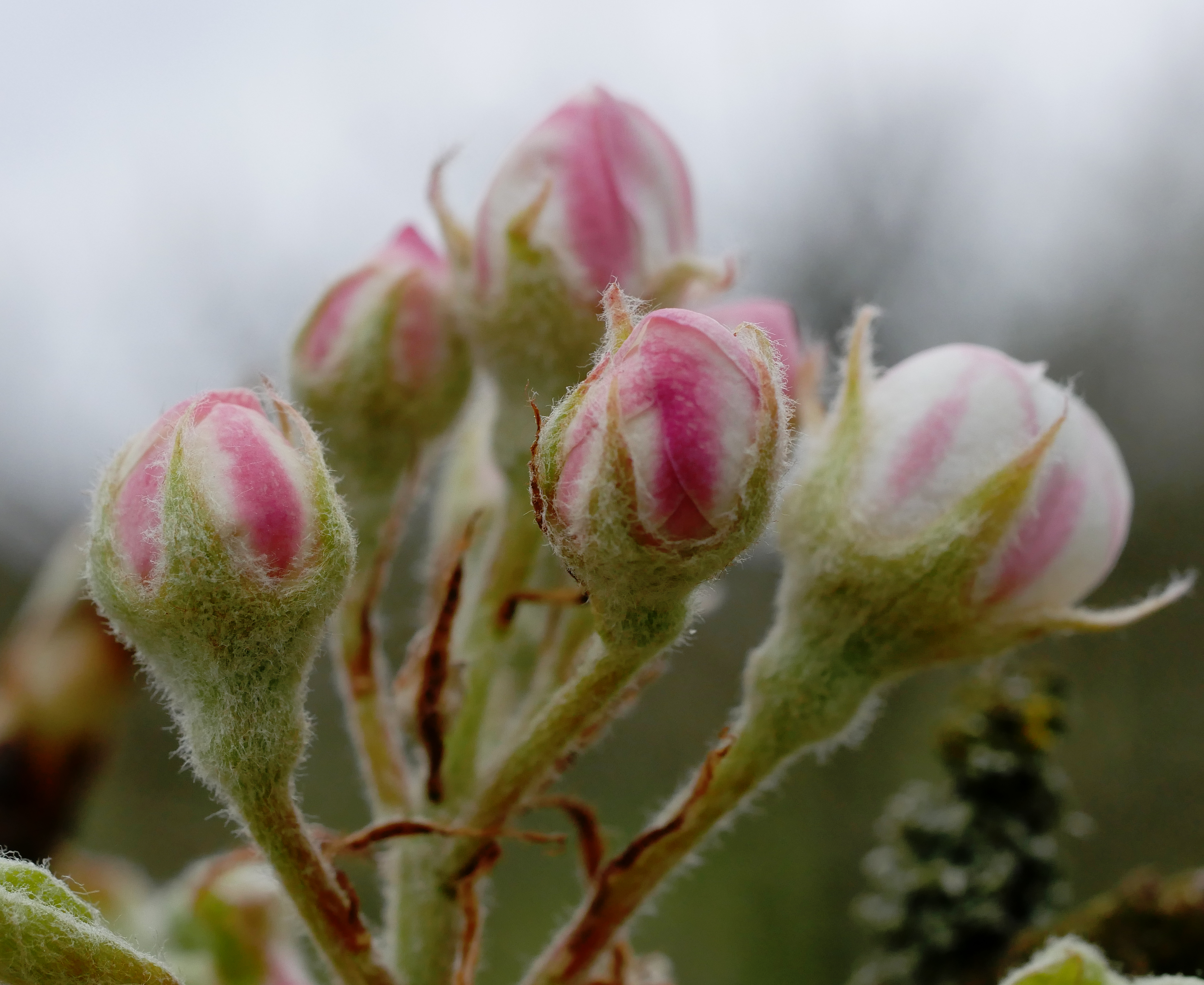
Knospen
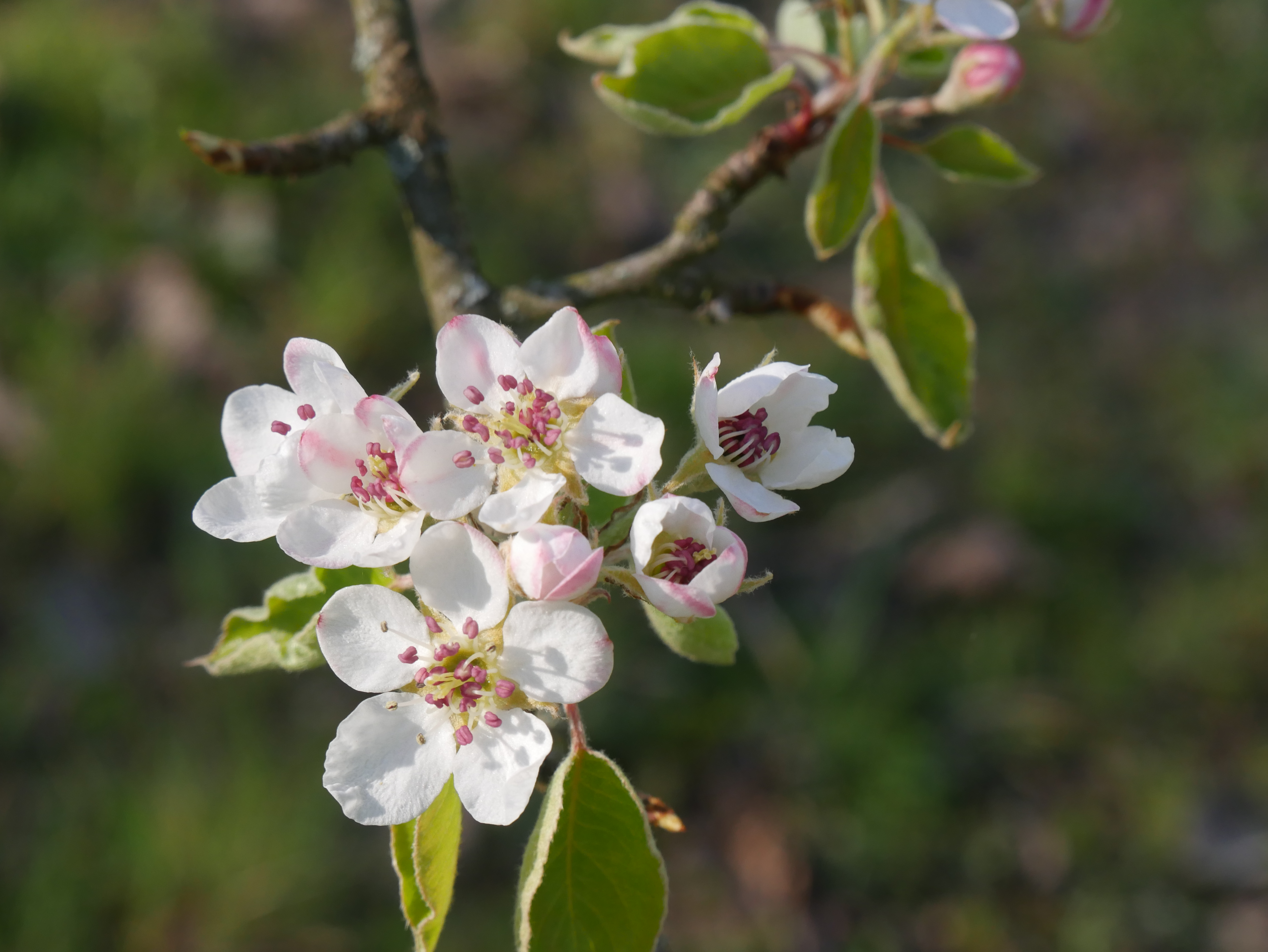
Blüten am Baum
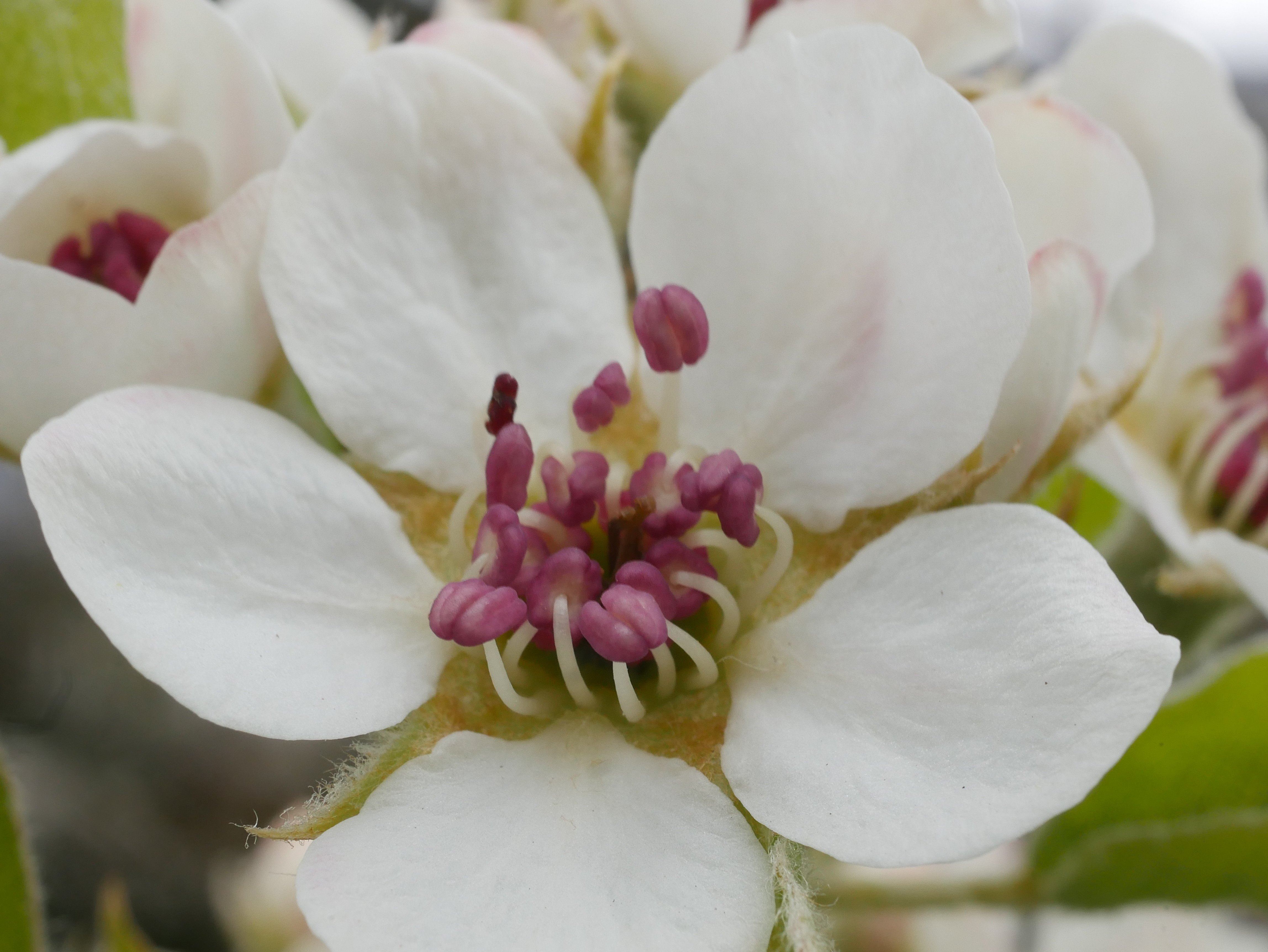
Einzelblüte
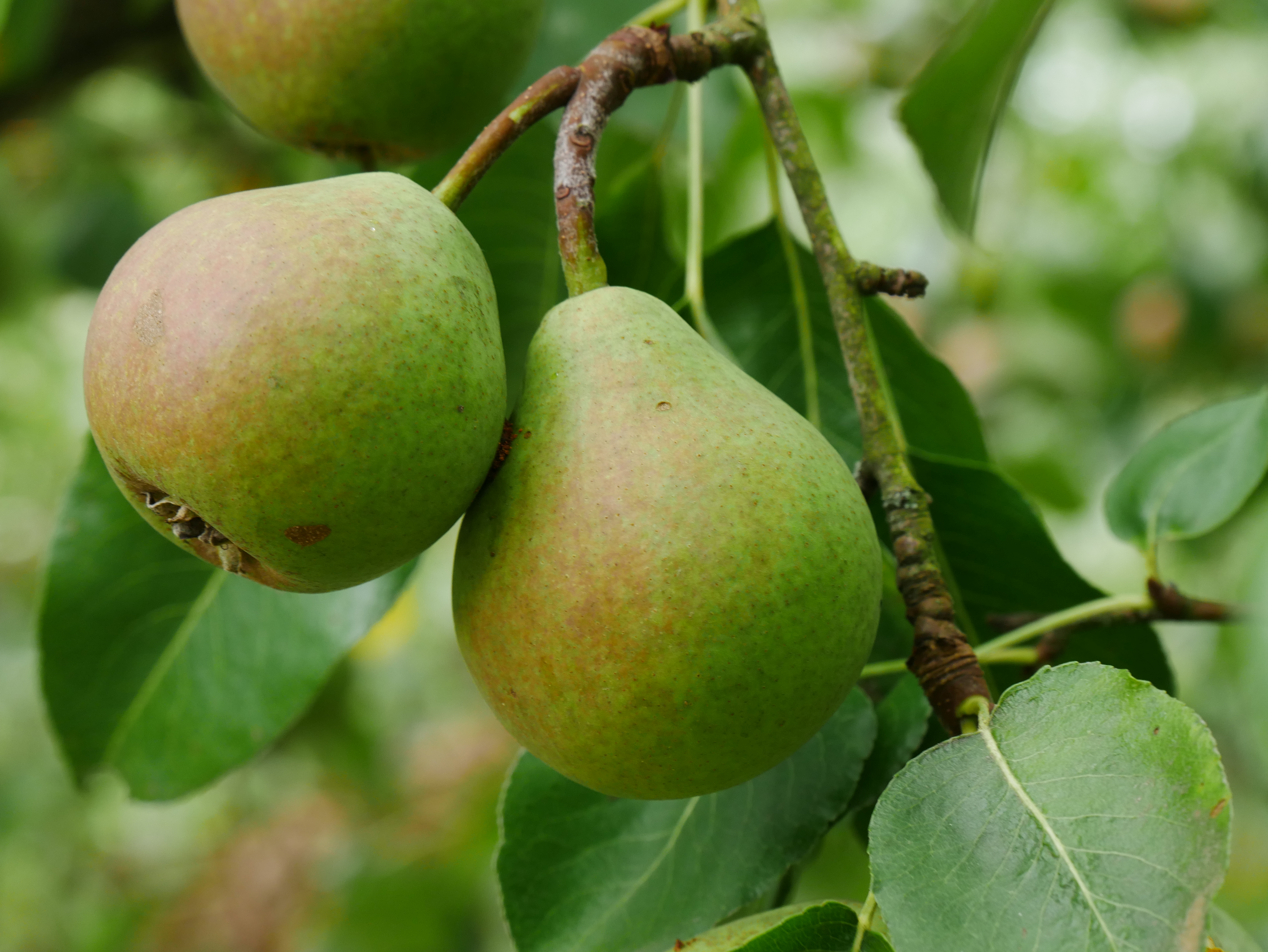
Früchte im  Baum